# Ctenoptilum
Ctenoptilum là một chi bướm ngày thuộc họ Bướm nâu.